# Hendrik Godfried Duurkoop

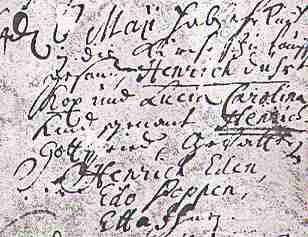
Doopakte van Hendrik Godfried Duurkoop. Uit het doopregister van de Lutherse kerk te Dornum, 8 mei 1736

Hendrik Godfried Duurkoop (Dornum (Duitsland), 5 mei 1736 – 27 juli 1778) was een Oost-Friese koopman in dienst van de Vereenigde Oostindische Compagnie (VOC) en opperhoofd van de VOC factorij Deshima in Japan. Hij is gestorven aan boord van het schip 'Huis ter Spijk'.

## Afkomst
Duurkoop – in Duitse bronnen ook wel Dürkopp of Duhrkopp genoemd – werd op 8 mei 1736 in de Bartholomeuskerk van Dornum in Oost-Friesland gedoopt. Hij was de zoon van Hendrik en Lucia Carolina Duurkoop, die samen drie kinderen kregen. Het Duitse vorstendom Oost-Friesland werd in de 17e  en 18e  eeuw sterk beïnvloed door de nabije Republiek der zeven verenigde Nederlanden. In de steden Emden en Leer lagen Nederlandse garnizoenen. In de protestantse kerken werd in het Nederlands gepreekt. De zonen van rijke burgers of de landadel studeerden in Groningen. Veel Oost-Friezen monsterden ook aan op Nederlandse schepen. De broer van Hendrik, Jan Andries Duurkoop, was een van hen. In 1743 was hij al als soldaat in dienst van de VOC op Java.

## Loopbaan bij de VOC
In het midden van de 18e eeuw was de VOC een goedgeorganiseerde multinational. Door een vloot van zwaarbewapende handelsschepen en een netwerk van kantoren en factorijen in Azië en Afrika kon de VOC tot de grootste onderneming ter wereld groeien.  Hendrik Godfried Duurkoop nam op 31 december 1754 als jongmatroos dienst aan boord van het VOC-schip ‘Overnes’ en kwam op 29 juni 1755 in Batavia aan. Waarschijnlijk met hulp van zijn broer wordt hij snel bevorderd tot assistent-koopman (1756).
In 1759 wordt hij naar de VOC factorij Deshima verplaatst, een kunstmatig eilandje in de haven van Nagasaki, Japan. Hier handelden de Nederlanders als enige Europeanen met Japan. De VOC leverde suiker, specerijen en hout uit Java, ivoor uit Afrika, katoen uit Bengalen, en uurwerken uit Europa.  De schepen keerden weer terug met koper, porselein en houtsnijwerk. In 1761 bereikt Duurkoop de rang van koopman. In 1769 is hij boekhouder van Deshima, dan verantwoordelijk voor de pakhuizen op het eilandje. Op 3 november 1776 wordt hij tot opperhoofd van Deshima benoemd. Een opperhoofd mocht echter maar een jaar op Deshima blijven.

## De hofreis naar Edo
Het opperhoofd van Deshima was een van de belangrijkste functies binnen de VOC. Zijn belangrijkste taak was het onderhouden van de goede contacten tussen de VOC en de Japanse bestuurders. Daarbij hoorde ook de jaarlijkse zogenaamde Hofreis naar Edo. In de stad Edo, het huidige Tokio, zetelde de Shogun; de keizer van Japan woonde echter in Kioto. De Nederlanders reisden in een groot gevolg van Nagasaki op het eiland Kyushu naar het eiland Honshu.  Duurkoop schreef, zoals bijna elk opperhoofd van Deshima, een dagboek over zijn reis naar Edo. Dit dagboek, het zogenaamde Daghregister rust nu in de VOC archieven in het Rijksarchief in Den Haag.
Hendrik Godfried Duurkoop schreef dagelijks in het Daghregister van Deshima over het leven in de factorij en over de hofreis naar Edo:

"Januari Primo (1777). Tegen de middag quamen enige Japonse vrienden om mij een gelukkig nieuwjaar te wensen, ze bleven tot het middagmaal, waarvoor ik ze met welwillen uitnodigde. Als wij ter tafel zaten, verschenen ook nog de Keizerlijke prokuristen, om hunne nieuwsgierigheid te bevredigen." 
"Ik ontving (bij zijn bezoek aan het Keizerlijk hof in Edo op 30 maart 1777) een bode van de landsheer van Jalsuma, die mij vroeg, bij het verlaten van de stad, een poos bij zijn landhuis van zijn heer te verwijlen, om zo zijn vrouw en kinderen de gelegenheid te geven, Hollandse kleren te zien." 
"Vandaag (11 oktober 1777) de boeken voor de edele Compagnie opgemaakt en alle belangrijke papieren gelezen en onderschreven. Ik ben bereid om mij aan boord van het schip Seeduyn te begeven, om bij de eerste gelegenheid in zee te steken." 

In december 1777 is Duurkoop weer terug in Batavia. Hier wordt hij door Gouverneur-generaal Reynier de Klerck weer tot opperhoofd van Deshima benoemd: weer voor een jaar. Duurkoop was waarschijnlijk in Batavia met malaria besmet. Aan boord van het schip 'Huis ter Spijk' op weg naar Japan stierf hij op 27 juli 1778.

## Grafsteen
Duurkoop werd in Japan begraven op de zogenaamde Nederlandse Begraafplaats. In 1778 was hij zeker niet de eerste die daar begraven werd, toch is zijn grafsteen nu het oudste grafteken op deze plaats. In de steen staat gegraveerd:

SINE MORA VOLAT HORA

TER NAGEDACHTENISSE

VAN HET HIER RUSTENDE GEBEENTE

VAN WIJLEN DEN WELEDELEN

ACHTBAAREN HEER

HENDRIK GODFRIED

DUURKOOP

OPPERKOOPMAN EN OPPERHOOFD

WEEGENS DEN HANDEL

DER NEDERLANDSCHE

GEOCTROYEERDE OOST

INDIASCHE COMPAGNIE

IN DIT KEYSERRIJK

GEBOOREN

TE DOORNUM IN OOST VRIESLAND

DEN V MAY Ao MDCCXXXVI

OVERLEDEN

OP HET SCHIP HUYS TE SPIJK

OP DE NOORDER BRETE VAN (?)

DEN XXVII IULY

IN DEN OUDERDOM

VAN XXXXII IAAREN

III (?) MAANDEN EN X11 DAGEN

IN DEN SCHOOT DER RUST AANBETROUWD

DEN XV AUG Ao MDCCLXXVIII